# Nicolas Bidau
Pour les articles homonymes, voir Bidau.
Nicolas Bidau ou Nicolas Bidault est un sculpteur et médailleur français, né à Reims en 1622, et mort à Lyon le 17 novembre 1692.

## Biographie
Nicolas Bidau est le fils de Thibaud Bidau, marchand à Reims et de Barbe Party, sa femme.
Il s'est marié en mars 1660 avec Suzanne Simon, fille de Mathias Simon, sculpteur, et de Marie Brunet, dont il a eu neuf enfants.
Il a travaillé comme sculpteur pour le Consulat de Lyon mais il a surtout travaillé pour les églises, les couvents et les maisons particulières de Lyon. Il a été employé par Antoinette d'Albert d'Ailly de Chaulnes, abbesse de Saint-Pierre. Entre 1675 et 1677, il a sculpté, avec les sculpteurs Simon Lacroix et Emmanuel Bagneux, le retable du maître autel, en particulier la statue de saint Pierre. En 1681 et 1682, il a travaillé avec le sculpteur Simon Guillaume sur les sculptures du grand escalier, en particulier les figures élevées sur les piédestaux de la rampe et les quatre grandes Renommées placées sous les arcs qui soutiennent la coupole. Ces sculptures ont été réalisées d'après les dessins donnés par Thomas Blanchet.
Il a aussi réalisé une partie de la décoration de la nouvelle église des carmélites dont Thomas Blanchet a fourni les dessins. En particulier, André Clapasson a signalé le « groupe de sculpture qui représente le Sauveur mort entre les bras de sa mère » placé en haut du portail de l'église, ainsi que les statues des prophètes Élie et Élisée et de sainte Thérèse. Dans la même église et sur les dessins de Thomas Blanchet, il a sculpté le tombeau de Nicolas de Neufville de Villeroy.
Il a aussi réalisé différentes sculptures au couvent des Jacobins : une statue de la Vierge placée au-dessus du portail et, en 1674, les sculptures qui ornaient la porte et le perron de la salle dite du conclave.
Il a fait plusieurs sculptures pour les façades de maisons particulières.
Bidau a été sculpteur du roi. Il a pris ce titre à partir de 1680.
Nicolas Bidau a fait partie du groupe des médailleurs lyonnais qui s'est développé au XVIIe siècle autour de Claude Warin, imitateur de Guillaume Dupré, et Philippe Laliame et a compris Martin Hendricy, Jacques Mimerel. 
Il a réalisé plusieurs médailles sur l'ordre du Consulat. Il a été formé à l'art de médailleur par Claude Warin. À la fin de 1658, il a fait les portraits de cire du maréchal de Villeroy, du prévôt des marchands et des échevins. Ils lui ont servi pour couler des médailles. Il a coulé une vingtaine de médaillons qui ont continué la suite commencée par Claude Warin.